# Ronny Bierman
Ronny Greetje Bierman (Amsterdam, 12 juli 1938 – aldaar, 3 februari 1984) was een Nederlands actrice en zangeres. Ze was een dochter van Jonas Bierman en Grietje van Ettinger.

## Biografie

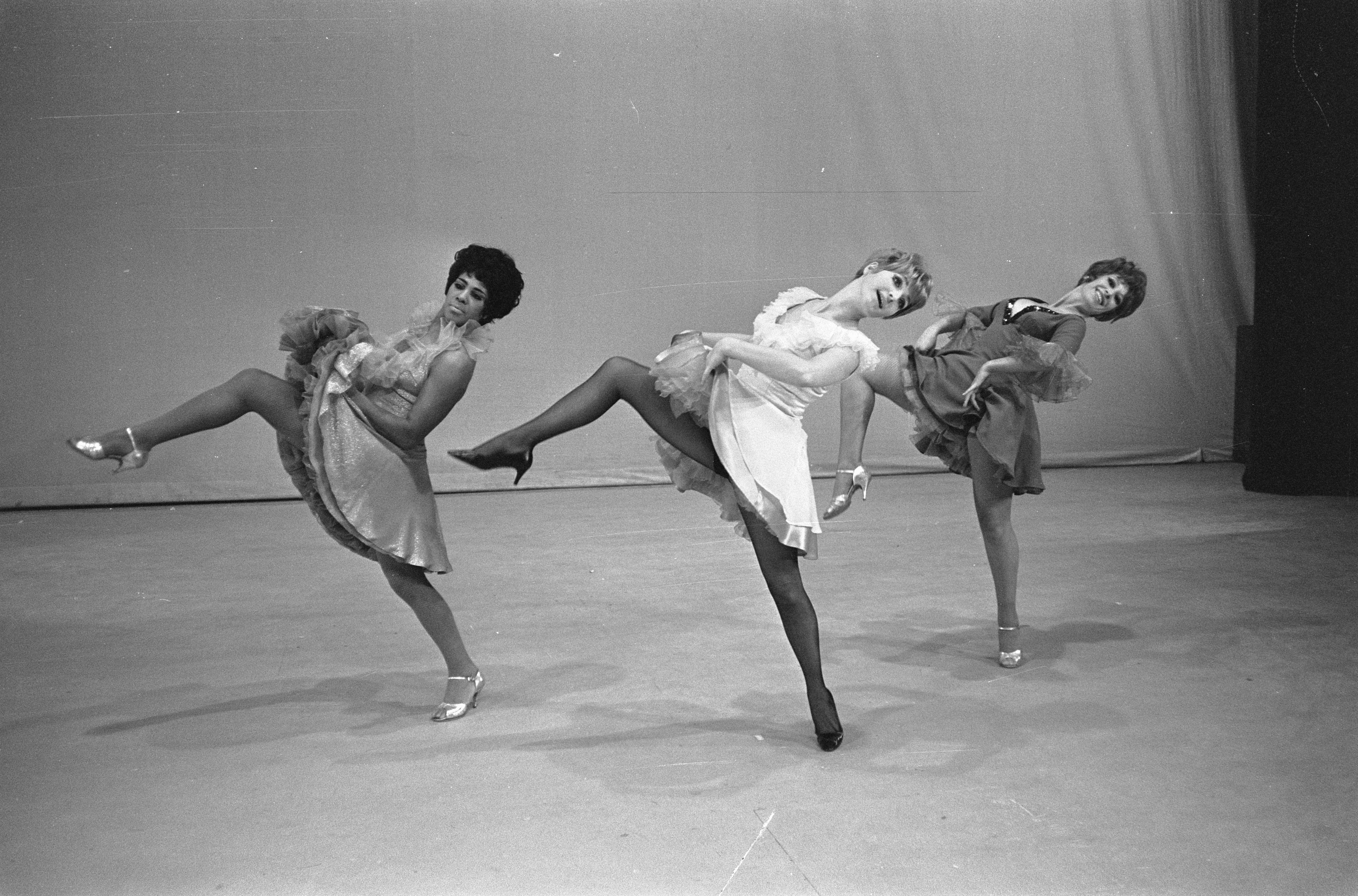
Bierman (rechts) in Sweet Charity (1968), met Jasperina de Jong en Milly Scott

Bierman was op 22-jarige leeftijd een van de eerste leerlingen van de Cabaretschool Bob Bouber, de latere Academie voor Kleinkunst. Haar klasgenoten waren onder anderen Rob de Nijs en Martin Brozius. Ze was veelvuldig te zien op televisie en in films.
Na haar opleiding aan de Academie voor Kleinkunst in de hoofdstad, debuteerde Bierman in 1962 in de musical Free as Air. Eind 1962 maakte ze haar tv-debuut bij Rudi Carrell. In 1963 verscheen zij weer op televisie, nu met het liedje "Wij zijn de meisjes van de VVV", dat zij samen met Sylvia de Leur vertolkte. Nadien was ze een succesvol comédienne en speelde ze in talrijke musicals, televisieseries, toneelstukken en films. Hoewel zij zelf vond dat zij geen groot danseres en zangeres was, lag haar voorkeur bij het spelen in musicals. Ze maakte deel uit van het baanbrekende cabaret Lurelei en het Rotterdams Toneel. Ze speelde bekende rollen in de musicals Anatevka (1966), Sweet Charity (1968), Wat een planeet (1973) en Foxtrot (1977) en in de televisieseries 't Schaep met de 5 pooten (1969-1970) en Citroentje met suiker (1973-1974). Ook was ze Vrouw van Duin in Merijntje Gijzen (1974). Drie jaar eerder, in 1971, speelde zij de hoofdrol als Blonde Greet in de humoristische film Wat zien ik!? van Paul Verhoeven. In 1972 was Bierman met Jenny Arean en André van Duin op televisie te zien in de muziekproductie Het meisje met de blauwe hoed. In 1976 speelde zij samen met Rijk de Gooyer in het blijspel Quitte of dubbel, dat later verfilmd zou worden. Verder was zij een graag geziene gast in televisieprogramma's. Ze was panellid in AVRO's Puzzeluur en gastpresentatrice bij AVRO's Sportpanorama.
In 1983 moest ze haar rol in het blijspel Koppen dicht teruggeven, omdat ze ongeneeslijk ziek bleek. Ze overleed korte tijd later in februari 1984 op 45-jarige leeftijd aan de gevolgen van leverkanker. Zij werd begraven op begraafplaats Zorgvlied, maar haar graf werd later geruimd.

## Filmografie
- De dertig seconden (1964)
- Jij en ikke (1965)
- M'n broer en ik (1967-1969)
- 't Schaep met de 5 pooten (1969-1970)
- Onkruidzaaiers in Fabeltjesland (1970)
- Wat zien ik!? (1971)
- Kapsalon (1972)
- De inbreker (1972)
- Het meisje met de blauwe hoed (1972)
- Citroentje met suiker (1973-1974)
- Frank en Eva (1973)
- Merijntje Gijzen, 1e episode (1974)
- Heb medelij, Jet! (1975)
- Hotel de Botel (1976)
- Bloedverwanten (1977)
- Quitte of dubbel (1977)
- De mantel der liefde (1978)
- Kant aan m'n broek! (1978)
- Goed volk (1979)
- Kanaal 13 (1983)
- Dolly Dots (film) (1983)

## Liederen
- Loe, d'r ligt een lijster in de la
- He Knul
- Met negen huishoudens op een trap (met Leen Jongewaard)
- Greetje en Jansie (met Adèle Bloemendaal)
- Ach de mens op aarde (met Piet Römer)
- Moeder is dansen
- Trui gaat filmen
- Wees een beetje aardig
- Grijpstra en De Gier
- De gulle gever
- We willen wat anders
- Ogen dicht en droom

## Optredens
- Anatevka (1964)
- Sweet Charity (1966)
- Wat een planeet (1973-1974)
- Foxtrot (1977)

- Biblioteca Nacional de España: XX1288728
- Bibliothèque nationale de France: cb14607368w (data)
- Biografisch Portaal: 27772939
- International Standard Name Identifier: 0000 0000 6301 366X
- Library of Congress Control Number: no2009110382
- MusicBrainz: 5ad159a5-29a3-485a-afc7-9d3ebbe5373a
- Nederlandse Thesaurus van Auteursnamen: 071114637
- Système universitaire de documentation: 087967642
- Virtual International Authority File: 7638577
- WorldCat: E39PBJwMwKp9hQ4PphQQRt6Frq